# Liste der Biografien/Pero
Liste der Biografien |
Portal Biografien |
Personensuche
# |
A |
B |
C |
D |
E |
F |
G |
H |
I |
J |
K |
L |
M |
N |
O |
P |
Q |
R |
S |
T |
U |
V |
W |
X |
Y |
Z |
?
 
Pa |
Pc |
Pe |
Pf |
Ph |
Pi |
Pj |
Pk |
Pl |
Pm |
Pn |
Po |
Pr |
Ps |
Pt |
Pu |
Pv |
Pw |
Py
 
Pea |
Peb |
Pec |
Ped |
Pee |
Pef |
Peg |
Peh |
Pei |
Pej |
Pek |
Pel |
Pem |
Pen |
Peo |
Pep |
Peq |
Per |
Pes |
Pet |
Peu |
Pev |
Pew |
Pex |
Pey |
Pez
 
Pera |
Perb |
Perc |
Perd |
Pere |
Perf |
Perg |
Perh |
Peri |
Perj |
Perk |
Perl |
Perm |
Pern |
Pero |
Perp |
Perq |
Perr |
Pers |
Pert |
Peru |
Perv |
Perw |
Pery |
Perz
Die Liste der Biografien führt alle Personen auf, die in der deutschsprachigen Wikipedia einen Artikel haben. Dieses ist eine Teilliste mit 87 Einträgen von Personen, deren Namen mit den Buchstaben „Pero“ beginnt.

## Pero
- Pero, A. J. (1959–2015), US-amerikanischer Schlagzeuger
- Pero, Deniz (* 1995), deutsch-türkischer Fußballspieler
- Pero, Joseph Wilhelm (1808–1862), deutscher Maler und Fotopionier
- Pero, Lenier (* 1992), kubanischer Amateur-Boxer

### Peroc
- Pérochon, Ernest (1885–1942), französischer Schriftsteller
- Peroci, Ela (1922–2001), slowenische Schriftstellerin, Journalistin und Pädagogin

### Perod
- Pérodeau, Narcisse (1851–1932), kanadischer Politiker, Vizegouverneur von Québec

### Peroi
- Peroidas, makedonischer Reiteroffizier

### Perol
- Pérol, François (* 1963), französischer Bankier und früherer hochrangiger Beamter
- Pérola (* 1983), angolanische R&B- und Kizomba-Sängerin
- Perolari, Corentin (* 1998), französischer Motorradrennfahrer
- Perold, Sarie Magdalena (1928–2011), südafrikanische Bryologin

### Peron
- Peron, Andrea (* 1971), italienischer Radrennfahrer und Sportlicher Leiter
- Perón, Carlos (* 1952), Schweizer Musiker, Gründungsmitglied der Band Yello
- Peron, Edmar (* 1965), brasilianischer Geistlicher, emeritierter römisch-katholischer Bischof von Paranaguá
- Perón, Eva (1919–1952), argentinische First LadyEva Perón (1919–1952)

Eva Perón (1919–1952)

- Péron, François (1775–1810), französischer Naturforscher und Zoologe
- Peron, Gaia (* 1986), italienische Triathletin
- Perón, Isabel Martínez de (* 1931), argentinische Politikerin und Präsidentin
- Péron, Jacques (1912–1988), französischer Autorennfahrer
- Perón, Juan (1895–1974), argentinischer Soldat, Politiker und zweimaliger PräsidentJuan Perón (1895–1974)

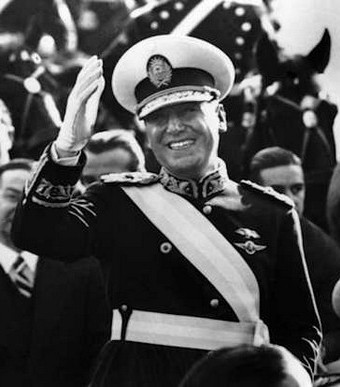
Juan Perón (1895–1974)

- Peron, Quinton, Cheerleader in der National Football League (NFL)
- Péron, Yves (1914–1977), französischer Widerstandskämpfer und Politiker
- Perona, Renato (1927–1984), italienischer Bahnradsportler und Olympiasieger
- Peronace, Carlos Alberto (1933–1990), argentinischer Schachkomponist
- Peronaci, Domenico Antonio (1682–1775), italienischer Geistlicher, römisch-katholischer Bischof von Umbriatico
- Péronard, Emile Hertling (* 1979), grönländisch-dänischer Filmproduzent
- Perončíková, Paula (* 2006), slowakische Leichtathletin
- Peroné, Ceferino (1924–2015), argentinischer Radrennfahrer
- Perone, Ugo (* 1945), italienischer Philosoph
- Peroni, Carlo (1929–2011), italienischer Comiczeichner und -autor
- Peroni, Geraldine (1953–2004), US-amerikanische Filmeditorin
- Peroni, Robert (* 1944), italienischer Extremsportler, Bergsteiger und Bergführer
- Peroni-Glaßbrenner, Adele (1811–1895), österreichische Theaterschauspielerin und Schauspiellehrerin

### Peros
- Peroš, Luka (* 1976), kroatischer Theater- und Filmschauspieler sowie Synchronsprecher
- Perosa, Sergio (* 1933), italienischer Anglist und Literaturkritiker
- Perošević, Antonio (* 1992), kroatischer Fußballspieler
- Perosi, Carlo (1868–1930), italienischer Geistlicher, Kardinal der römisch-katholischen Kirche
- Perosi, Lorenzo (1872–1956), italienischer Kirchenmusikkomponist

### Perot
- Perot de Garbelei, anglonormannischer Schriftsteller
- Pérot, Alfred (1863–1925), französischer Physiker
- Perot, Nicola (* 1991), Schweizer Schauspieler
- Perot, Ross (1930–2019), US-amerikanischer Unternehmer und Politiker (Reform Party)Ross Perot (1930–2019)

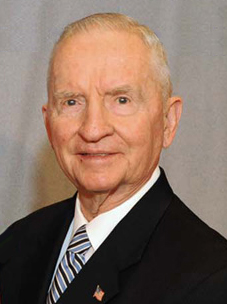
Ross Perot (1930–2019)

- Peroteaux, Joseph (1883–1967), französischer Florettfechter
- Pérotin, Komponist
- Perotti, Artur (1920–1992), österreichischer Architekt
- Perotti, Diego (* 1988), argentinischer Fußballspieler
- Perotti, Giovanni Agostino (1769–1855), italienischer Komponist und Chorleiter
- Perotti, José (1898–1956), chilenischer Maler und Bildhauer
- Perotti, Julius (1841–1901), deutscher Opernsänger (Tenor) und Rosenzüchter
- Perotti, Luigi Maria (* 1975), italienischer Filmregisseur und Drehbuchautor
- Perotti, Niccolò (1429–1480), italienischer Humanist und Verfasser der ersten neuzeitlichen lateinischen Schulgrammatik
- Perotti, Pedro (* 1997), brasilianischer Fußballspieler
- Perotti, Roberto (* 1961), italienischer Wirtschaftswissenschaftler und Hochschullehrer
- Perotto, Pier Giorgio (1930–2002), italienischer Elektroingenieur

### Perou
- Pérouse, Gabriel-André (1929–2005), französischer Romanist und Literaturwissenschaftler
- Peroutka, Ferdinand (1895–1978), tschechischer Journalist
- Peroux, Joseph Nicolaus (1771–1849), deutscher Miniaturmaler, Radierer und Lithograf der Romantik

### Perov
- Perović, Branko (* 1944), jugoslawischer und montenegrinischer Guslaspieler
- Perović, Dragoljub (* 1981), serbischer Handballspieler
- Perović, Igor (* 1974), serbischer Basketballtrainer und -spieler
- Perović, Jeronim (* 1971), Schweizer Historiker und Politikwissenschaftler
- Perović, Kosta (* 1985), serbischer Basketballspieler
- Perović, Latinka (1933–2022), jugoslawische bzw. serbische Politikwissenschaftlerin und Politikerin
- Perovic, Manuel (* 1973), Schweizer Komponist und Arrangeur
- Perović, Marko (* 1984), serbischer Fußballspieler
- Perović, Nikoleta (* 1994), montenegrinische Volleyballspielerin
- Perović, Petar (1929–2010), jugoslawischer Handballspieler und -trainer
- Perović, Slavko (* 1989), serbischer Fußballspieler

### Perow
- Perow, Alexander Nikolajewitsch (* 1955), sowjetischer Radsportler
- Perow, Wassili Grigorjewitsch (1834–1882), russischer Maler, Gründungsmitglied der Peredwischniki
- Perowa, Xenija Witaljewna (* 1989), russische Bogenschützin
- Perowne, Fred (* 1978), serbischer Eishockeyspieler
- Perowne, James (* 1947), britischer Admiral
- Perowne, Lancelot (1902–1982), britischer Generalmajor
- Perowne, Stewart (1901–1989), englischer Diplomat und Historiker
- Perowne, Victor (1897–1951), britischer Diplomat
- Perowskaja, Sofja Lwowna (1853–1881), russische Revolutionärin und AttentäterinSofja Lwowna Perowskaja (1853–1881)

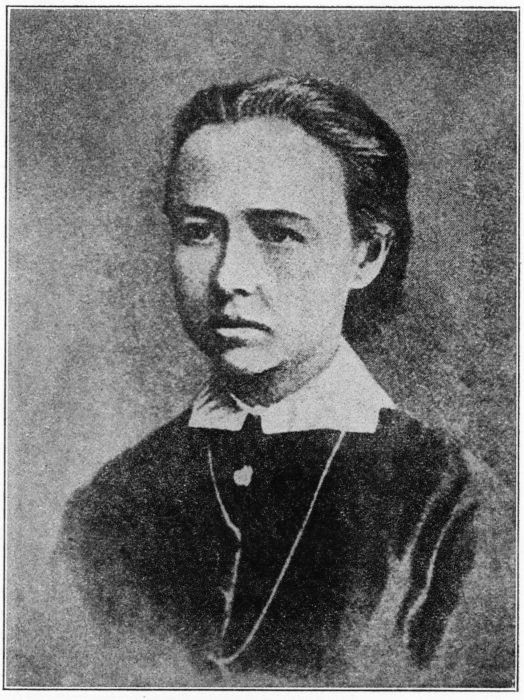
Sofja Lwowna Perowskaja (1853–1881)

- Perowski, Lew Alexejewitsch (1792–1856), russischer Adeliger und Mineraloge
- Perowsky, Ben (* 1966), amerikanischer Jazzmusiker
- Perowsky, Frank, US-amerikanischer Jazzmusiker

### Peroz
- Peroz I. († 484), persischer Großkönig
- Peroz II., König des neupersischen Reichs aus der Dynastie der Sassaniden
- Peroz von Persien, persischer Kronprinz
- Peroz, Marie-Étienne (1857–1910), französischer Offizier und Schriftsteller
- Peroz, Nazir (* 1955), afghanisch-deutscher Informatiker und Hochschullehrer
- Perozo, Andrea Evangelina Rodríguez (1879–1947), dominikanische Medizinerin und Autorin